# نظام كيوريج
يعد كيوريج نظام تحضير المشروبات للاستخدام المنزلي والتجاري، يتم تصنيعها من قبل شركة Keurig Dr Pepper الأمريكية عبر مقرها في الساحل الشرقي في بيرلينجتون، ماساتشوستس.
منتجات كيوريج الرئيسية هي: K-Cup pods، والتي هي كبسولات القهوة أحادية الاستخدام أي التي تكفي لعمل كوب واحد، وكذلك الآلات الخاصة التي قوم بعمل تلك المشروبات.
تشمل أصناف Keurig مشروبات القهوة الساخنة والباردة والشاي وأنواع الكاكاو والمشروبات التي تعتمد على منتجات الألبان ومشروبات الليمون ونبيذ التفاح والمشروبات التي تعتمد على الفاكهة.
ومن خلال العلامات التجارية الخاصة بها وشركائها العلامات التجارية المرخصة، كيوريج لديها أكثر من 400 نوع مختلف وأكثر من 60 علامة تجارية من القهوة والمشروبات الأخرى، بالإضافة إلى كبسولات K-Cup فهي تشمل Vue و K-Carafe و K-Mug pods أيضًا.
تم تأسيس شركة كيوريج، في ولاية ماساشوستس عام 1992، وقد أطلقت أول مصنع للجعة وكؤوس K-Cup في عام 1998، مستهدفة سوق المكاتب، كما اكتسب نظام الكبسولات التي تصنع كوب الواحد شعبية كبيرة.
ثم تم إضافة المخمرات للاستخدام المنزلي في عام 2004 و في عام 2006 اكتسبت شركة القهوة المتخصصة القائمة على فيرمونت للتداول العام جرين ماونتن كوفي روسترز كيوريج، مما أدى الي النمو السريع لكلا الشركتين.
وفي عام 2012 انتهت صلاحية براءة كيوريج الرئيسية على كبسولات K-Cup، مما أدى إلى إطلاق منتجات جديدة.